# Mondop

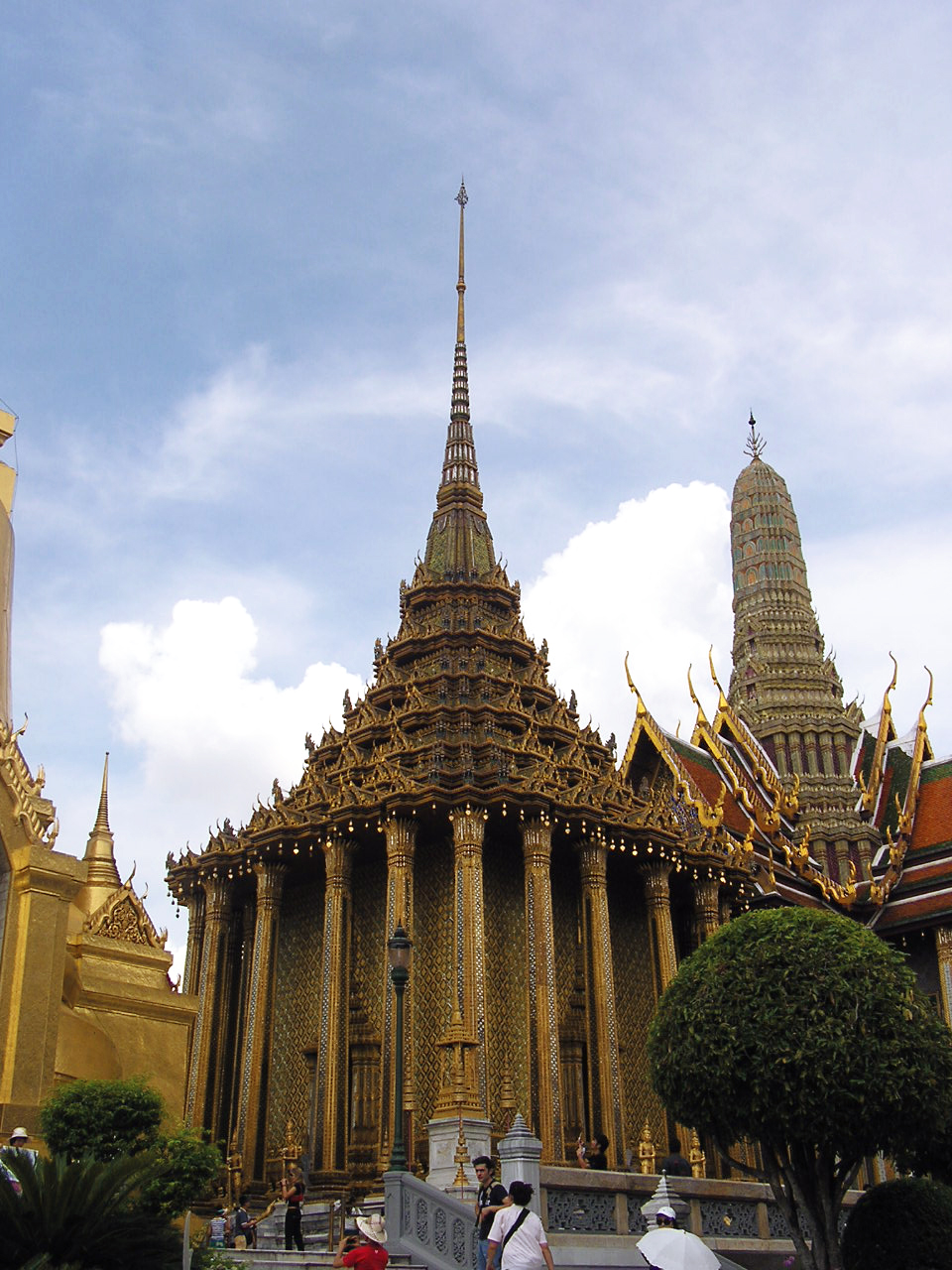
De Phra Mondop in Wat Phra Kaew, Bangkok

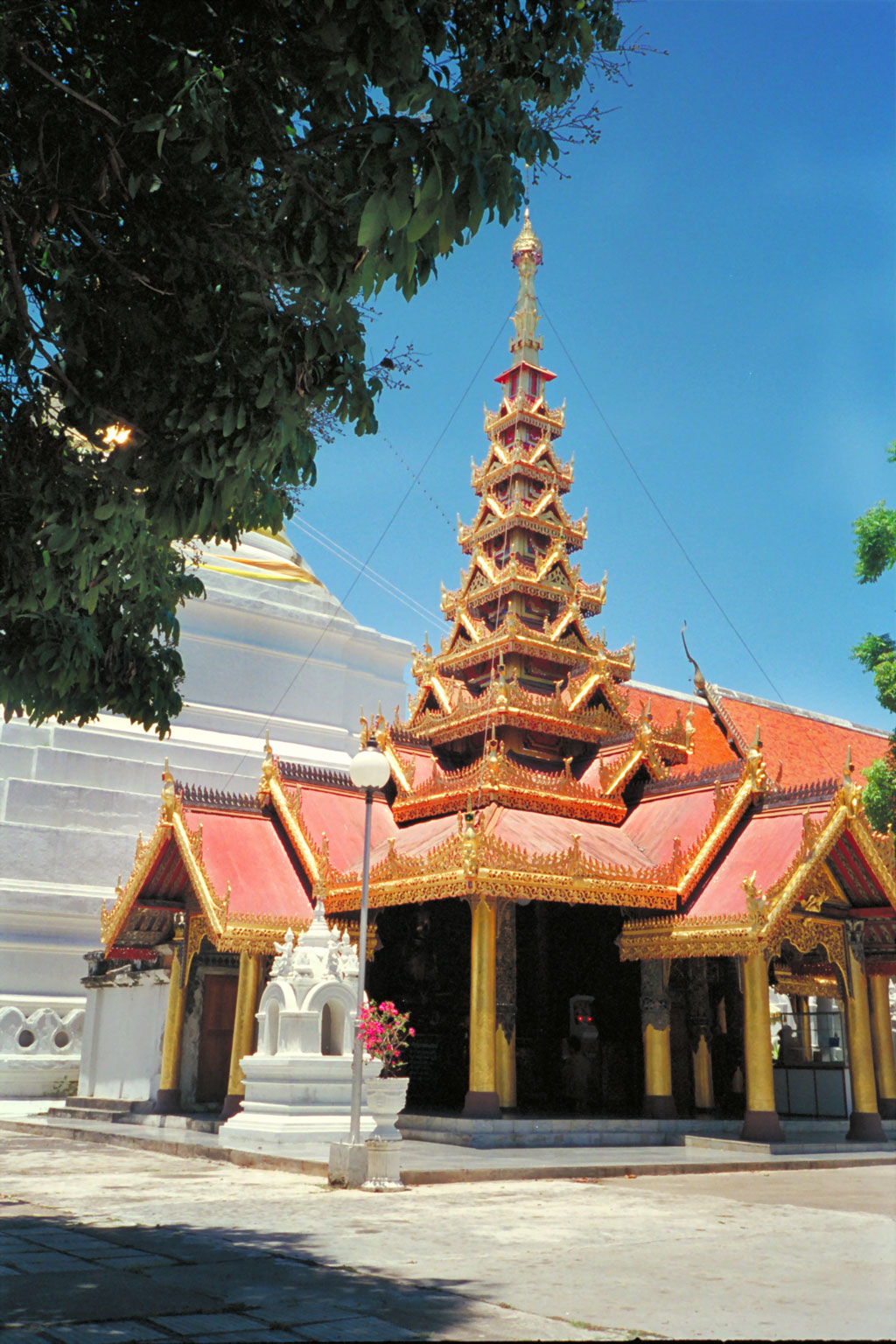
Mondop in een dakstructuur (Wat Phra Kaeo Don Thao, Lampang, Noord-Thailand)

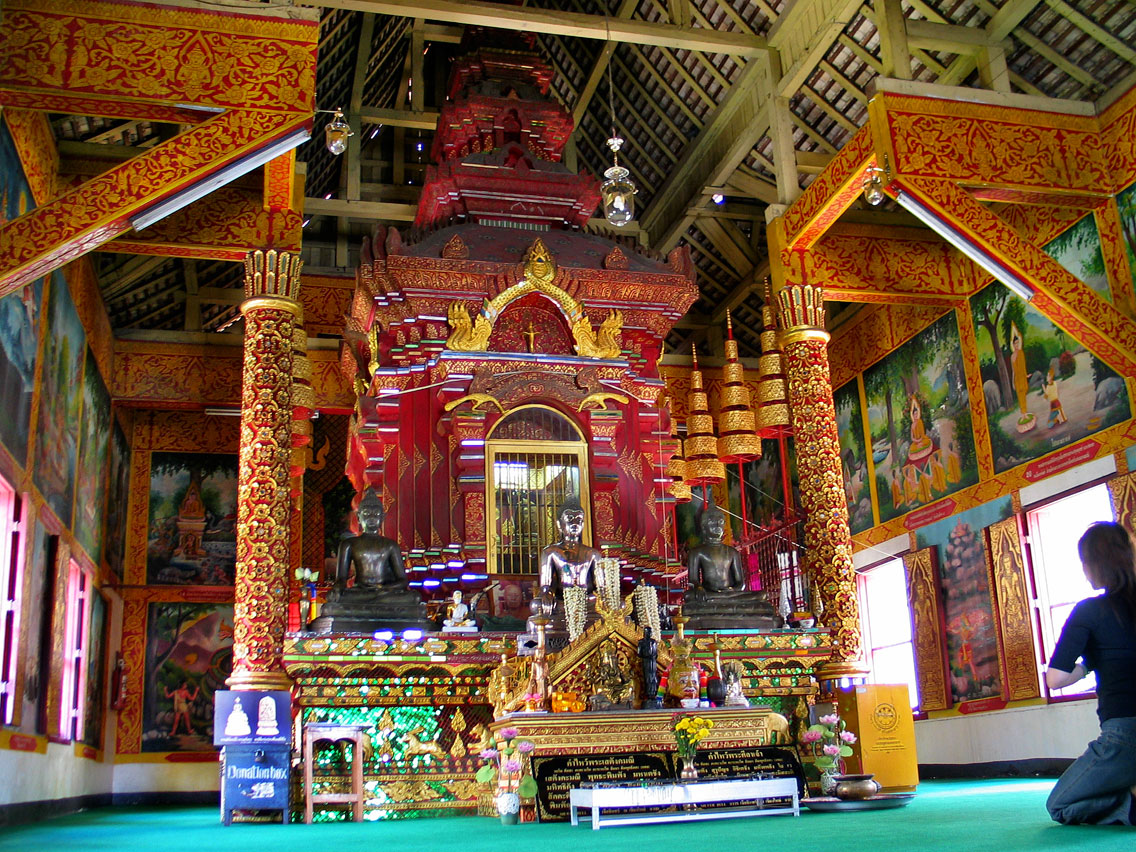
Mondop als altaar in Wat Chiang Man, Chiang Mai, Noord-Thailand

Een mondop is een vierkante architectonische vorm die kan voorkomen als: 
- Zelfstandig gebouw, met als bekendste voorbeeld de Phra Mondop in Wat Phra Kaew, die als bibliotheek fungeert
- Dakstructuur, in het bijzonder bij kruisvormige gebouwen
- Altaar, met binnenin zeer vereerde Boeddhabeelden, maar ook als hulpaltaar in een kleinere versie

Het woord mondop is afgeleid van het Sanskriet woord mandapa.